# Вуясинович, Владимир
Вла́димир Вуяси́нович (серб. Владимир Вујасиновић) (14 августа 1973, Риека, Хорватия) — сербский ватерполист, капитан сборной Сербии, один из наиболее титулованных ватерполистов страны.
Карьеру начал в ватерпольном клубе «Приморье» (Риека). Позднее выступал в клубах «Црвена Звезда» (Сербия), «Барселона» (Испания), «Рома» (Италия), «Партизан» (Сербия), «Про Реко» (Италия). В 2008 возвратился в ватерпольный клуб «Партизан».
В составе сборной Югославии дебютировал в 17 лет в 1990 году против сборной Франции в городе Котор. С 1995 года — постоянный член сборной, а с 2003 года — её капитан. По окончании Олимпийских игр 2008 в Пекине сыграл за сборную 341 матч и забил 391 гол.
Женат, имеет сына Вука.